# كرة القدم النسائية في السودان

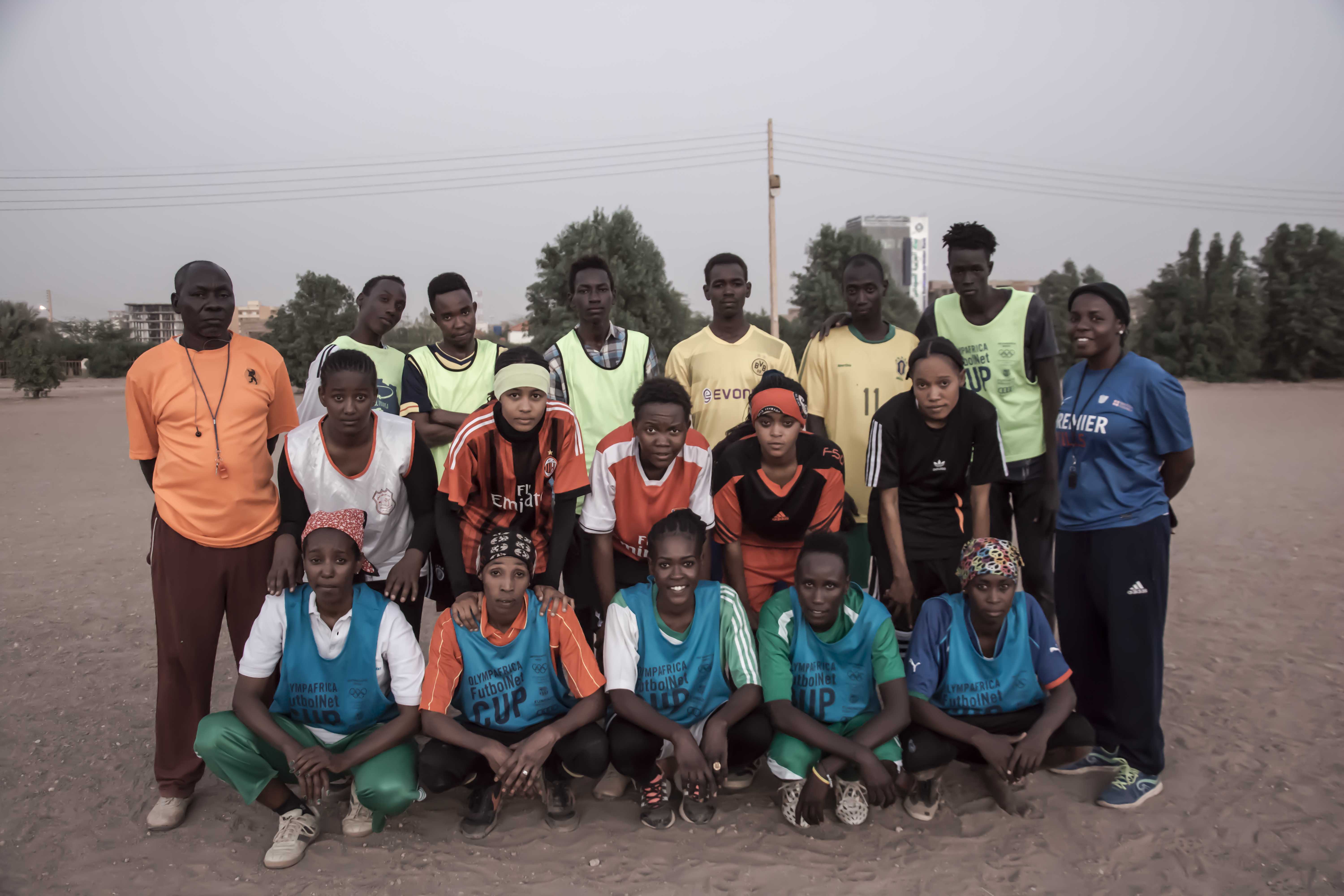
بدأت كرة القدم النسائية في السودان منذ العام 2001

بدأت فكرة كرة القدم النسائية في السودان في مطلع عام 2002م، حيث أنشأت سارة إدوارد فريقا نسائيا، كما حظيت هذه الرياضة باهتمام منذ عقود، وباتت تثير اهتمام الكثير من النساء والفتيات السودانيات، إلى أن شهد السودان انطلاق أول دوري لكرة القدم النسائية في 30 سبتمبر عام 2019م.

## الأندية

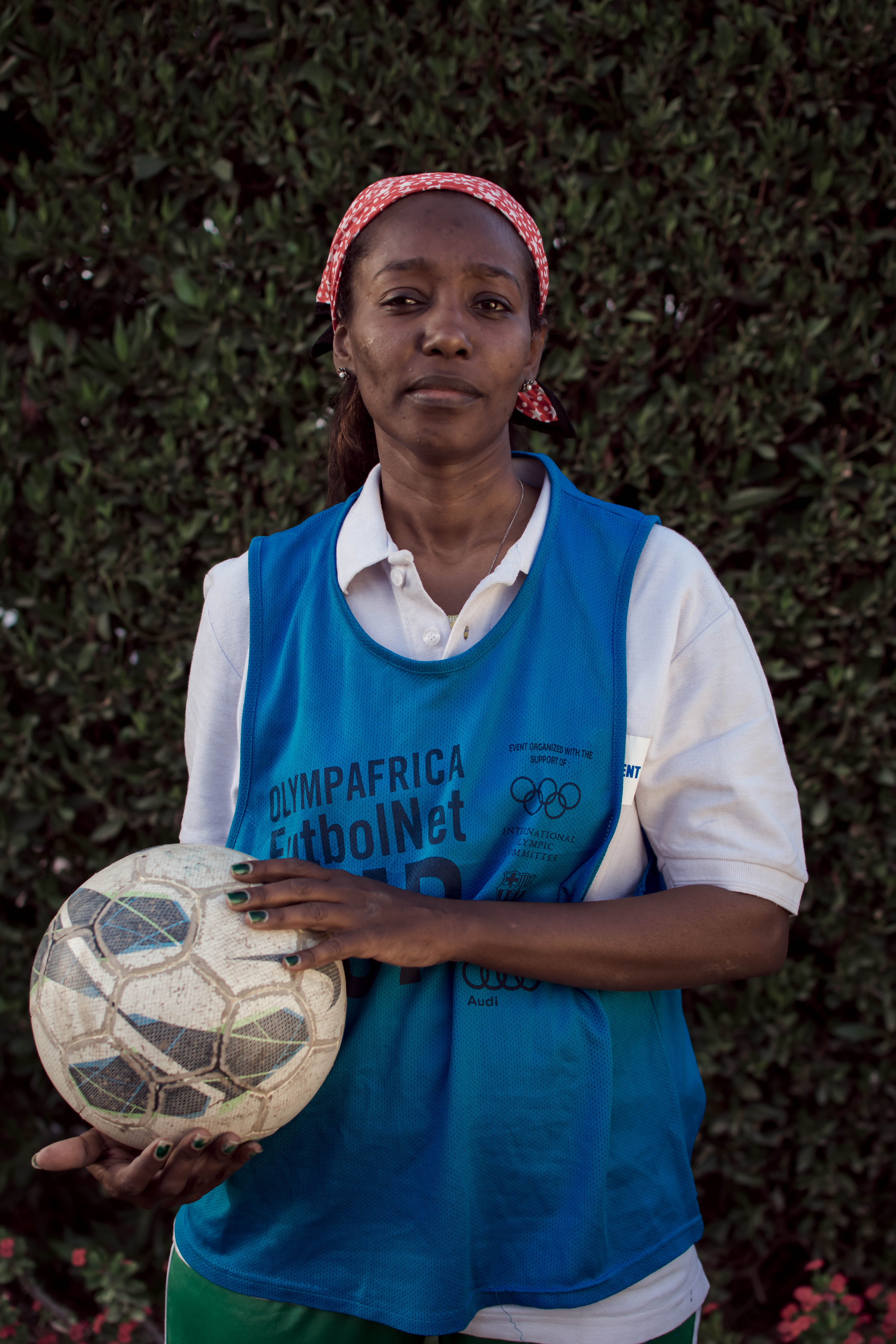
لاعبة سودانية

شارك في أول دوري 22 فريقا تم تقسيمهم لأربع مجموعات، وهي مجموعة الخرطوم ومدني والأبيض وكادوقلي.

### فريق التحدي
وكان الاتحاد السوداني لكرة القدم، قد سمح في يونيو 2014، لأول مرة للنساء بممارسة كرة القدم، رسمياً بعدما طالب الاتحاد الدولي لكرة القدم “فيفا” بذلك. لكن الاتحاد السوداني اشترط ممارسة اللعبة في أجواء منضبطة في ظل مراعاة “لقيم والعادات السودانية، كما اشترط ارتداء اللاعبات الزى المحتشم. وتأسس فريق التحدي النسائي لكرة القدم في العاصمة السودانية الخرطوم سنة 2001 على يد المدربين جوزيف اسكوباس ومايكل اركانجلو.
وشارك فريق التحدي الذي تقوده اللاعبة سارة أدوارد في بطولة بجمهورية ألمانيا عام  2010

#### تأسيس الفريق
ويتخذ الفريق من الحديقة الدولية بالخرطوم مقراً لتدريباته منذ العام 2010 ويتم جمع اشتراكات شهرية من اللاعبات، لشراء مستلزمات اللعبة من الأعلام والكرات وقمصان الفريق.
ويوجد إلى الآن فريقان نسائيان سجلا لدى الاتحاد السوداني لكرة القدم، هما فريقا المدفعجية والأمل.

## أول مدربة للرجال
الشغف المتزايد من النساء والفتيات لكرة القدم، قاد السيدة سلمى الماجدي، لاحتراف تدريب كرة القدم ونيل رخص الاتحاد السوداني لكرة القدم والاتحاد الأفريقي لكرة القدم كاف.
بعدها استطاعت الماجدي، تدريب عدة فرق كرة قدم للرجال في السودان كأول امرأة تفعل ذلك في أفريقيا والعالم العربي.